# Tide (nhãn hiệu)

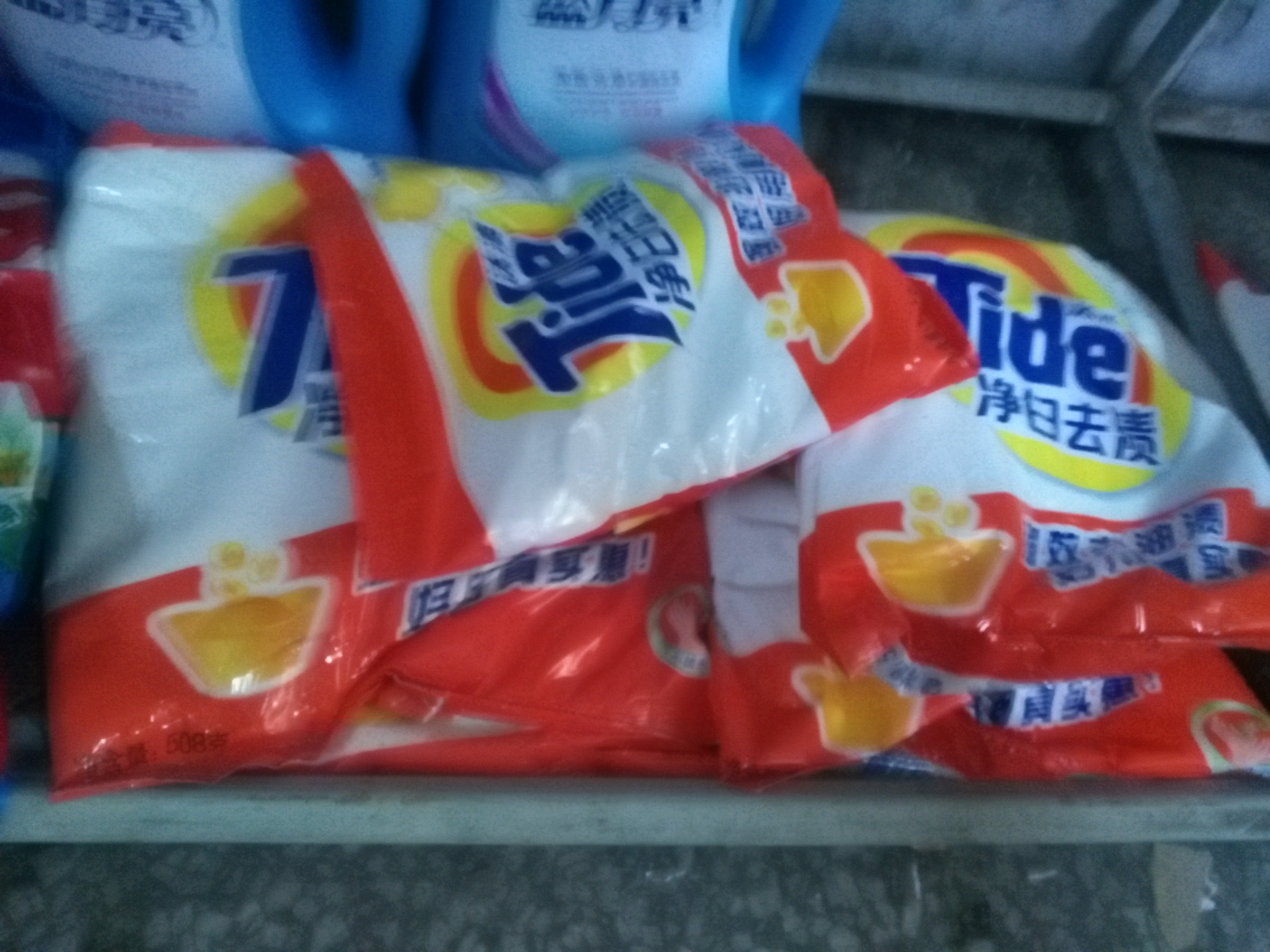
Sản phẩm Tide ở Trung Quốc đại lục

Tide là nhãn hiệu bột giặt của Mỹ do Procter & Gamble sản xuất và tiếp thị. Được giới thiệu vào năm 1946, đây là nhãn hiệu chất tẩy rửa bán chạy nhất trên thế giới, với ước tính chiếm 14,3% thị trường toàn cầu.